# Band (symbol)
Olikfärgade band (engelska: awareness ribbons) är korta bitar av band nedåtvikta till öglor, eller avbildningar av dylika. De brukas i olika delar av världen som ett sätt för bäraren att antyda stöd för och solidaritet med en sak eller fråga.
Ett betydelse definieras av dess färg. Det finns många grupper som antagit en viss färg som symbol för medvetenhet eller stöd för något särskilt, vilket har lett till att flera syften delar samma färg. Vissa syften representeras även av flera färger. Som exempel kan nämnas att rött eller teal ofta representerar drogmissbruk (rött band är annars till solidaritet med hiv-aids-drabbade), medan lila eller vitt ofta står för epilepsi och Alzheimers sjukdom. I Sverige är det rosa bandet till stöd för bröstcancerforskning och det blå bandet för prostatacancerforskning vanligast och säljs bland annat på apotek och i klädbutiker.
Solidaritetsband fästs ofta på kläder eller knyts runt föremål, såsom bilantenner. Vid större evenemang kan stora band knytas runt till exempel träd eller pålar. Banden kan även finnas representerade i form av klistermärken, bildekaler eller magneter och kan då fästas på fordon. Konceptet med dylika band på fordon blev i USA populärt bland en större allmänhet efter de gula band-magneter som symboliserade stöd för de amerikanska utlandsstyrkorna (”Support Our Troops”).
Band som symboler för solidaritet har också i större utsträckning börjat användas vid sorg (jämför med sorgband). Bland annat bar många svarta band efter Virginia Tech-massakern.

## Kritik
Spridningen av band som symboler för solidaritet har kritiserats för att vara en sorts ”förslappad aktivism”, som gör att människor kan verka engagerade utan att använda vare sig särskilt mycket tid eller pengar. Komikern George Carlin angrep denna slacktivism (av engelskans slack, slapp/slö, och activism, aktivism) i en sketch, där han föreslog att ett brunt band skulle användas som en toaletthumoristisk motreaktion.[källa behövs]